# IC 3905
IC 3905 ist eine Spiralgalaxie vom Hubble-Typ S im Sternbild Comae Berenices am Nordsternhimmel.
Das Objekt wurde am 27. Januar 1904 von Max Wolf entdeckt.